# С тех пор, как мы вместе
«С тех пор, как мы вместе» — советский фильм 1982 года. Вышел на экраны 24 января 1983 года.

## Сюжет
Студенты строительного института Надежда и Валерий решили жить вместе. Мама Нади, Антонина Петровна, категорически против, считая, что их решение слишком поспешно. 
Молодые люди вопреки этому снимают комнату в коммунальной квартире, но совместная жизнь оказывается не столь безоблачной. Валерий беззаботен, общителен, любит гостей. Надя же ко всему относится серьёзно и любит уединение. Ей не нравится, что их дом похож на проходной двор. Ни один из молодых людей не хочет считаться со слабостями другого. После очередной ссоры Надя отправляется к матери. 
Надя застаёт Антонину Петровну в горе. От инсульта умер её друг Георгий Васильевич. Утешая мать, девушка говорит ей, что останется теперь с ней. Но за Надей приходит Валерий с надеждой, что в их жизни всё ещё наладится.

## В ролях
- Светлана Смирнова — Надя Чистякова
- Андрис Лиелайс — Валерий Поспехин
- Антонина Шуранова  — Антонина Петровна Чистякова, мать Нади и Анатолия
- Юрий Платонов — Георгий Васильевич
- Алексей Оленников — Олег Левочкин, однокурсник
- Сергей Кудрявцев — Чугунов, однокурсник
- Алла Мотоева — Анара, однокурсница
- Наталья Данилова — Вика Зайцева, однокурсница
- Рамаз Иоселиани — Рамаз, однокурсник
- Мамука  Кикалейшвили — брат Рамаза
- Александр Бакгоф — Ефимов
- Наталья Акимова — подруга Нади
- Виктор Харитонов — Владимир Иванович Часовников, преподаватель высшей математики
- Сергей Паршин — Анатолий, брат Нади
- Наталья Антонова — эпизод
- Игорь Добряков — водитель
- Максим Пашков — эпизод
- Татьяна Тарасова — эпизод
- Александр Чабан — эпизод
- Дмитрий Шулькин — эпизод
- Елена Анисимова — эпизод
- Юрий Малышев — эпизод
- М. Петроканский — эпизод
- Юрий Томошевский — эпизод
- Марина Чернышёва — эпизод
- Марина Юрасова — сотрудница института

## Съёмочная группа
- Автор сценария: Святослав Тараховский
- Режиссёр: Владимир Григорьев
- Оператор: Сергей Юриздицкий
- Художник: Георгий Кропачёв
- Композитор: Дина Сморгонская
- Звукооператор: Евгений Нестеров

## Критика
Писательница и кинокритик Алла Гербер подробно проанализировала фильм в журнале «Искусство кино». Она писала: «Быть может, пора констатировать, что ещё один фильм из жизни студентов оказался неудачным и поставить на этом точку? … В одном лишь режиссёр последователен  — как и  в фильме «Поздние свидания», он вновь предлагает нам ситуацию, ранее на экране не разработанную. В этом смысле он первооткрыватель темы».